# Бир, Александр Фридрихович

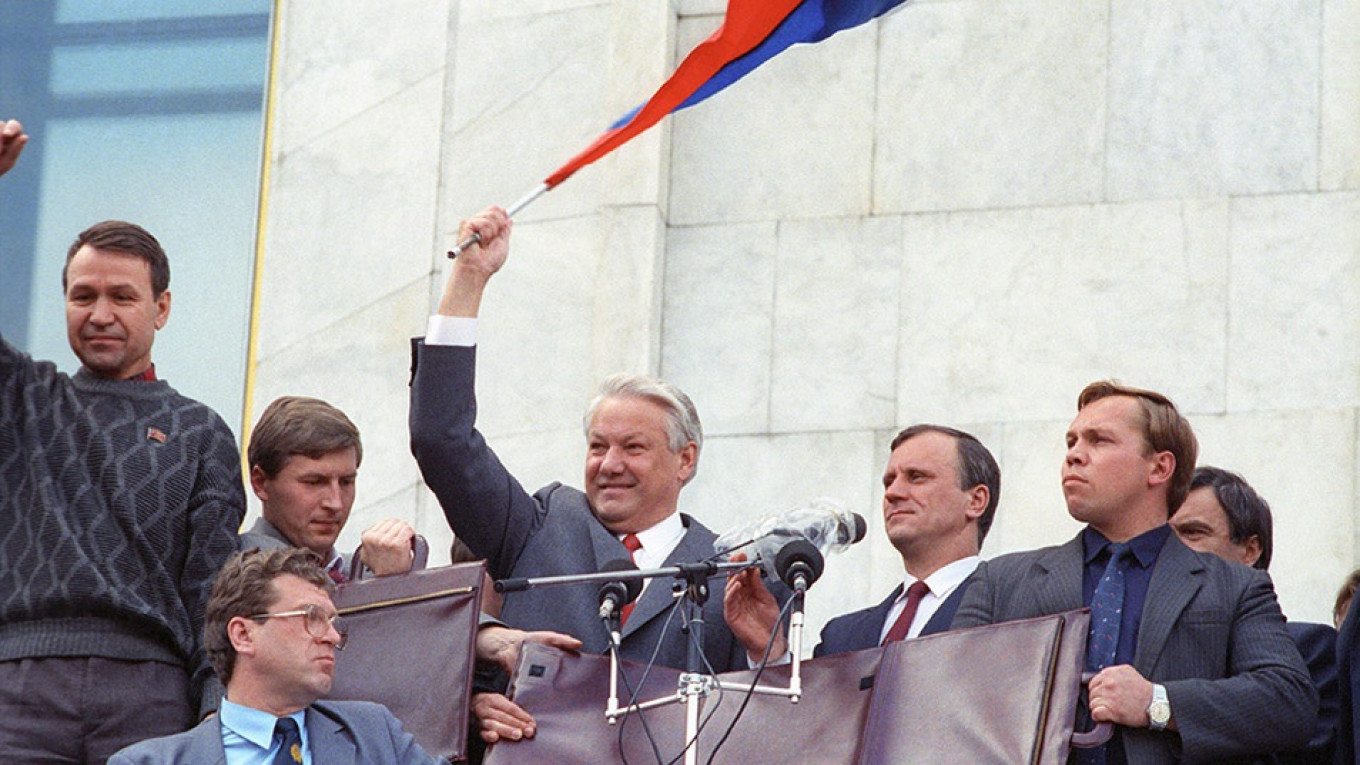
На фото А. Ф. Бир крайний слева

Александр Фридрихович Бир — российский общественный и государственный деятель, народный депутат.

## Биография
Родился 2 февраля 1941 года в Саратовской области, с 1941 по 1954 год воспитанник особого Сталинского детского корпуса в Новосибирской области. С 1954 по 1961 годы работал в совхозах Новосибирской и Омской областей скотником, плотником, механизатором широкого профиля, мастером по хозяйственным работам. В этот период занимался общественной деятельностью и был селькором районной газеты.
С 1961 по 1968 год работал в системе «Дальвостокэлектросетьстрой» в регионах Сибири: бригадиром, прорабом, начальником участка. Занимался общественной деятельностью и был председателем по изобретениям и рационализации. С 1968 по 1990 год работал на шахте имени Димитрова объединения «Южкузбассуголь» Министерства угольной промышленности СССР: машинистом поземных установок, крепильщиком, проходчиком горных выработок, горнорабочим очистного забоя. В рамках общественной работы был председателем совета трудового коллектива шахты, председателем районной комиссии рабочего контроля и членом городской комиссии по общественному правопорядку. В 1989 году стал уполномоченным регионального забастовочного комитета Кузбасса по исполнению Протокола требований от города Новокузнецка согласованного с Правительственной комиссией СССР.
С 1990 по 1993 был избран народным депутатом, членом ВС РСФСР, занимал должность секретаря Комитета по законодательству, был первым координатором депутатской группы «Рабочий союз России», а также секретарём, членом Совета Республик Верховного Совета СССР делегированного состава 1991 года. С 1995 по 1999 год был независимым экспертом Комитета Государственной Думы по делам СНГ и связям с соотечественниками.
Александр Фридрихович Бир был инициатором создания Флага защитников демократии, на котором были собраны подписи депутатов Верховного Совета РСФСР и других активных участников сопротивления путчу (в том числе Р. И. Хасбулатова и Г. Х. Попова), который в первые часы после фактической победы над ГКЧП был водружен над московским Кремлём.
В сентябре — октябре 1993 года находился в здании Верховного Совета РФ и распоряжением руководителя Администрации Президента С. Филатова от 9 марта 1994 г. № 415 включен в список лиц, на которых не распространяется действие Указа Президента № 1435 от 23 сентября 1993 г. «О социальных гарантиях для народных депутатов РФ созыва 1990—1995 годов».
Александр Фридрихович Бир написал книгу воспоминаний о событиях предшествовавших забастовочному движению в Кузбассе (во время забастовки шахтёров 1989 года), о самом ходе забастовки и её результатах.
Улица в СНТ Сафоново-2 Дмитровского района Московской области названа Бирштрассе в честь Александра Фридриховича Бира.